# 郝思文

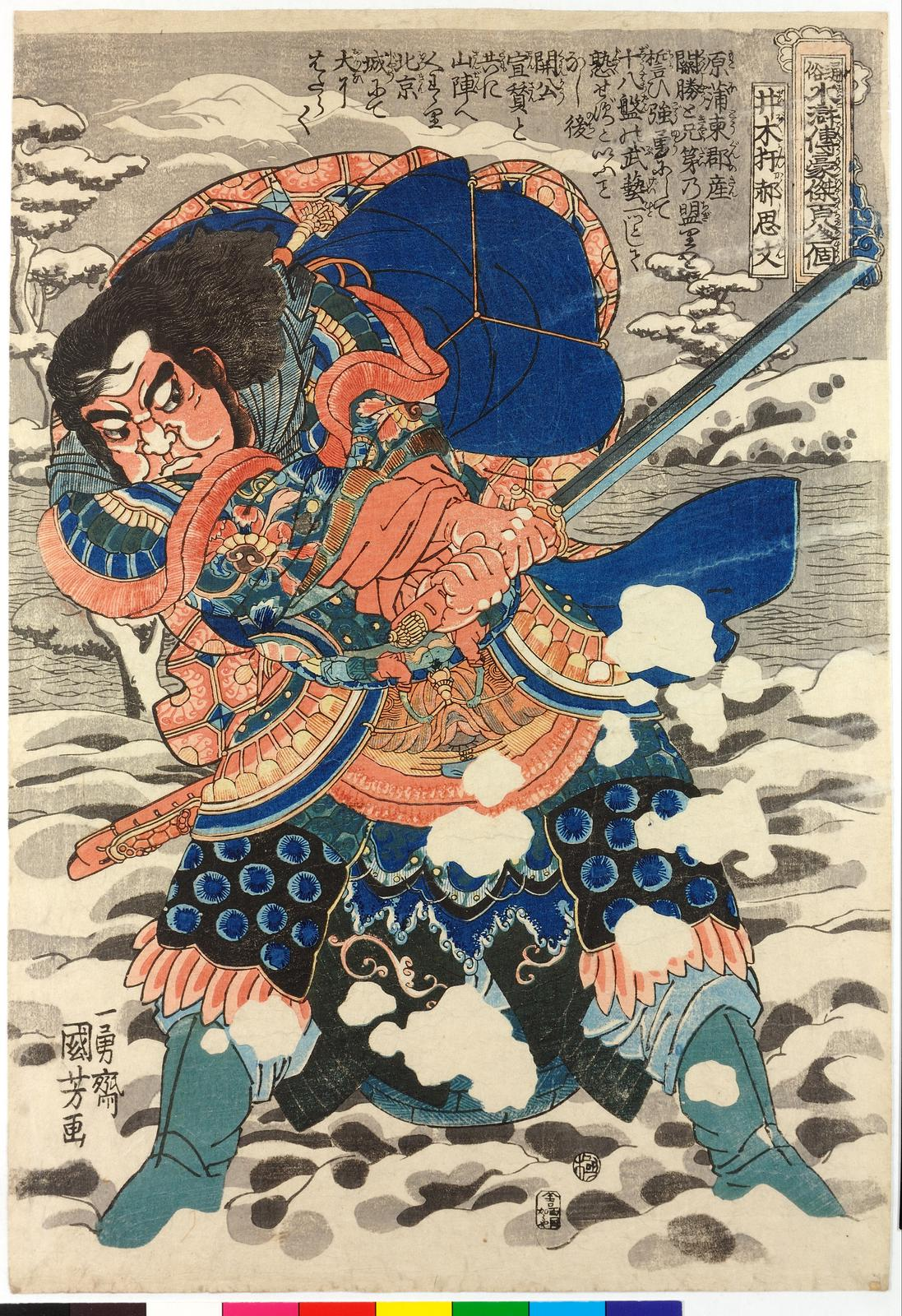
郝思文

郝 思文（かく しぶん）は、中国の小説で四大奇書の一つである『水滸伝』に出てくる登場人物。

## キャラクター概要
地雄星の生まれ変わりで、梁山泊第四十一位の好漢。渾名は井木犴（せいぼくかん）で、井木犴とは二十八宿の南方朱雀の星座の一つ。母親が彼を胎内に宿した時に井木犴がお腹に入る夢を見たことに由来。
蒲東県の役人で、関勝の部下であり義兄弟の間柄であった。武芸十八般に精通する達人でもあり、腕前も高かった。

## 物語中での活躍
関勝が梁山泊に攻められた北京大名府の救援軍の大将に抜擢されると、副将として宣贊ともにこれに従い出陣する。林冲などと戦うが、扈三娘に生け捕られ、のちに関勝らとともに梁山泊へ入る。
入山後も、関勝の副将として宣贊とともに行動し、度々手柄を立てている。方臘討伐戦では、潤州で徐統を討ち取り、蘇州では一騎討ちする代表の8人の将として選ばれたりしたが、杭州攻めの際に徐寧と偵察中に、城門が開いているのを不審に思い近づくと中から敵の急襲に遭い生け捕られる。その後、処刑され、首は見せしめのために城門の上からぶら下げられた。